# Clopotnița din Doina
Clopotnița din Doina este o structură amplasată în Doina, raionul Cahul, Republica Moldova. Este un monument arhitectural de importanță națională inclus în Registrul monumentelor Republicii Moldova ocrotite de stat cu nr. 64 (raionul Cantemir). Datează din sec. XIX.